# Vinh Mỹ
Vinh Mỹ là một xã thuộc huyện Phú Lộc, thành phố Huế, Việt Nam.

## Địa lý
Xã Vinh Mỹ có diện tích 8,15 km², dân số năm 2019 là 3.852 người, mật độ dân số đạt 472 người/km².

## Hành chính
Xã Vinh Mỹ được chia thành 5 thôn: 1, 2, 3, 4, 5.

## Lịch sử
Ngày 20 tháng 9 năm 1975, Bộ Chính trị Trung ương Đảng ban hành Nghị quyết số 245/NQ-TW về việc thành lập tỉnh Bình Trị Thiên trên cơ sở ba tỉnh Quảng Bình, Quảng Trị, Thừa Thiên và khu vực Vĩnh Linh. Khi đó, xã Vinh Mỹ thuộc huyện Phú Lộc, tỉnh Bình Trị Thiên.
Ngày 30 tháng 6 năm 1989, Quốc hội ban hành Nghị quyết về việc chia tỉnh Bình Trị Thiên thành tỉnh Quảng Bình, tỉnh Quảng Trị và tỉnh Thừa Thiên Huế. Theo đó, xã Vinh Mỹ thuộc huyện Phú Lộc, tỉnh Thừa Thiên Huế.
Ngày 30 tháng 11 năm 2024:
- Quốc hội ban hành Nghị quyết số 175/2024/QH15[6] về việc thành lập thành phố Huế trực thuộc trung ương trên cơ sở toàn bộ diện tích và dân số tỉnh Thừa Thiên Huế (nghị quyết có hiệu lực từ ngày 1 tháng 1 năm 2025).
- Ủy ban Thường vụ Quốc hội ban hành Nghị quyết số 1314/NQ-UBTVQH15[7] về việc sắp xếp đơn vị hành chính cấp huyện, cấp xã của thành phố Huế giai đoạn 2023 – 2025 (nghị quyết có hiệu lực từ ngày 1 tháng 1 năm 2025). Theo đó, xã Vinh Mỹ thuộc huyện Phú Lộc, thành phố Huế.